# Хорасанський шлях
Хорасанський шлях - великий торговий шлях що з'єднував Багдад, столицю халіфату Аббасидів, з північно-східною провінцією Хорасан, а звідти із Центральною Азією і Китаєм.

## Маршрут
Споруджено в часи розквіту Ахеменідської імперії. Використовувалося в подальшому Сасанідським царством і частково Парфянським. Було відроджено за часів Аббасидського халіфату.

Мапа Хорасанського шляху від Багдаду до Рея, згідно Ібн Хордадбех, відстані зазначені у фарсахах

Це, можливо, найкраще описаний шлях Аббасидського халіфату; його не тільки це докладно описано Ібн-Русте, але більшістю інших середньовічних мусульманських географів, такими як Кудама ібн Джафар та ібн Хордадбех що описують його і дають відстані уздовж його різних ділянок в своїх роботах. Шлях починався від Хорасанської брами на східній стороні Круглого міста з часів аль-Мансура, і виходив з міста через другу Хорасанську браму Східного Багдада

Мапа Хорасанського шляху від Рея до Нішапура, відстані зазначені у фарсахах

Перше поселення після Багдаду було Нахраван або Джиср Нахраван ("Міст через Нахраван"), найменоване на честь магістрального каналу Нахраван, який проходив скрізь нього. За часів Аббасидів це було процвітаюче місто, але було покинуто і зазнало руйнації, коли шлях попрямував північніше через Баакуба. Навколишній район був відомий як Тарік-і-Хорасан (Ṭarīq-i-Khurāsān) через Хорасанський шлях. Наступне місто було відоме у арабів як Даскара аль-Малік («Даскара короля»), і ототожнюється з Дастагірдом часів Сасанідів. Далі була Джалаула, біля якої було побудовано великий міст, часів Сасанідів, через річку Діяла, ще далі був Ханакин, де також був великий міст і Касре-Ширин, ("Замок Ширин"), найменовано на честь дружини Сасанідського шаха Хосрова II. У Гулван, шлях покидає Месопотамську рівнину і прямує горами Загрос у провінції Джибал Далі шлях прямує до Мадгарустану, Гулванським перевалом через місто Керенд і село Хушан. Далі на Тазар або Каср Язид і аль-Зубайдія, де шлях повертає на схід до Керманшаха по рівнині Махідашт. У більшості з цих населених пунктів, мусульманські географи реєстрували присутність руїн сасанидських палаців З Керманшаху дорога прямувала до Хамадан і Саве, потім повертає на північ до Рея, і звідти через перевал до провінції Куміс. Дорога була головною життєвою артерією Куміс, і більшість міст провінції були розташовані уздовж її маршруту: Хувар, Каср або Каріят ель-Мільх ("Соляний замок"), Рас-ель-Кальб ("Голова собаки", ототожнюють з Ласджердом), Семнан, Дамган, аль-Гаддадаг ("Кузня") або Мігман-Дуст, і Бістам. Біля Бістаму, у села Бадгаш, дорога входить до Хорасану

Мапа Хорасану та Трансоксанії на 8 сторіччя по Р.Х.

Після того як шлях заходив до Хорасану, дорога розгалужувалася на дві частини: північний маршрут, що також називається «караванний шлях», що веде до Джаджрому, а звідти через Азавдар до Нішапура, коротший південний шлях або «поштовий шлях» прямував уздовж краю пустелі Деште-Кевір, через Асадабад, Багманібад або Мазінан і Себзевар до Нішапура Незабаром після Нішапура, в Каср аль-Розі ("Замок Вітру"), дорога знову розгалужується на два маршрути що прямують до південного заходу і північного сходу. Південно-західний прямує до Герату, звідки вона розгалужена ще раз, шлях, що прямує на схід до Гору, або через Асфузар і Фарах на південь до Зарандж у Сістані. Північно-східний маршрут прямує з Каср аль-Розі через Мешхед, Тус, Маздаран і Серахс до Мерву і Мерверруду. Від Мерву шлях прямував до переправи через річку Окс в Амулій і на Бухару і Самарканд. Від Мерверруду шлях прямував на південь до Герату, а інший шлях прямував на північний схід до Балху і, також перетинає Окс, у Термезі, звідки вона розгалужується на шлях що прямує до Хуттал, та на шлях що прямує на захід у Бухару і Самарканд З Амулій, інший маршрут прямував уздовж південного берега Окса до Хорезму і Аральського моря З Самарканду, дорога перетнув річку Зеравшан прямує до міста Заамін в Уструшана, на схід від місцевої столиці, Бунджикаф. Там дорога розгалужується знову, один шлях прямував на північ до Ташкенту і нижньої течії Яксарту, а другий шлях на схід до верхньої течії Яксарту, до Ферганської долини і Китаю.